# 우비스 칼닌슈
우비스 칼닌슈(라트비아어: Uvis Kalniņš, 1994년 10월 24일 ~ )는 라트비아의 수영 선수이다.